# خوان دي بورخا إي كاسترو
خوان دي بورخا إي كاسترو (بالإسبانية: Juan de Borja y Castro)‏ هو دبلوماسي إسباني، ولد في 1533 في Bellpuig ‏ في إسبانيا، وتوفي في 3 سبتمبر 1606 في إليسكوريال في إسبانيا.